# Shamsiddin Shanbiyev
Shamsiddin Asroridinovich Shanbiyev (tiếng Nga: Шамсиддин Асроридинович Шанбиев, tiếng Tajik: Шамсиддин Шанбийев; sinh ngày 18 tháng 2 năm 1997) là một cầu thủ bóng đá người Nga of Tajik origin thi đấu cho F.K. Spartak Moskva và F.K. Spartak-2 Moskva.

## Sự nghiệp câu lạc bộ
Anh có màn ra mắt tại Giải bóng đá Quốc gia Nga cho F.K. Spartak-2 Moskva vào ngày 7 tháng 4 năm 2016 trong trận đấu với F.K. Baltika Kaliningrad.